# Mokhtar Kechamli
Mokhtar Kechamli (ar. مختار كشاملي; ur. 2 listopada 1962 w Oranie – zm. 5 lipca 2019) – algierski piłkarz grający na pozycji obrońcy. W swojej karierze rozegrał 8 meczów w reprezentacji Algierii.

## Kariera klubowa
Swoją karierę piłkarską Kechamli rozpoczął w klubie ASM Oran. W sezonie 1980/1981 zadebiutował w jego barwach w pierwszej lidze algierskiej. W 1990 roku przeszedł do marokańskiej Mouloudii Wadżda, w której grał przez rok. W sezonie 1991/1992 występował w MC Oran, z którym wywalczył mistrzostwo Algierii. W sezonie 1992/1993 był piłkarzem saudyjskiego Al-Wehda, a w sezonie 1993/1994 - marokańskiej Hassanii Agadir. W sezonie 1994/1995 występował w GC Mascara, a w sezonie 1995/1996 w RCG Oran, w którym zakończył karierę.

## Kariera reprezentacyjna
W reprezentacji Algierii Kechamli zadebiutował 7 grudnia 1985 roku w przegranym 0:2 towarzyskim meczu z Meksykiem, rozegranym w Meksyku. W 1986 roku był w kadrze Algierii na Puchar Narodów Afryki 1986. Nie rozegrał w nim żadnego meczu.
W 1988 roku Kechamliego powołano do kadry na Puchar Narodów Afryki 1988. Rozegrał na nim jeden mecz, grupowy z Zairem (1:0). Z Algierią zajął 3. miejsce w tym turnieju. Od 1985 do 1988 roku rozegrał w kadrze narodowej 8 meczów.